# Charlotte Percy, vévodkyně z Northumberlandu
Charlotte Florentia Percy, vévodkyně z Northumberlandu (rozená Lady Charlotte Florentia Clive; 12. září 1787 – 27. července 1866, Londýn) byla guvernantkou budoucí královny Viktorie.

## Rodina

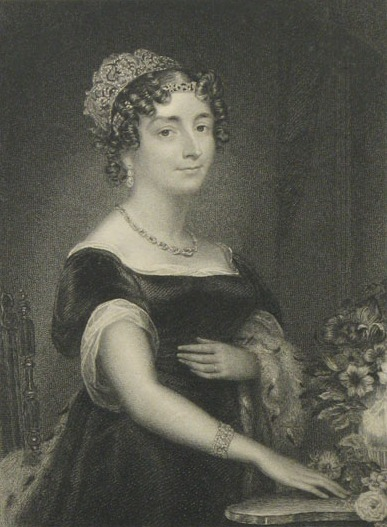
Kresba vévodkyně vydána La Belle Assemblée v roce 1829

Narodila se jako mladší dcera a třetí dítě politika Edwarda Clivea, 1. hraběte z Powis a sběratelky minerálů Henrietty Clive, hraběnky z Powys. Z otcovy strany byla vnučkou generálmajora, 1. barona Roberta Clivea a ze strany matky vnučkou Henyho Herberta, 1. hraběte z Powis. 29. dubna 1817 se jako téměř třicetiletá provdala za o dva roky staršího hraběte Hugha Percyho, syna generála Hugha Percyho, 2. vévody z Northumberlandu. V červenci téhož roku její tchán zemřel a manžel se stal vévodou.

## Role
V roce 1825 se vévoda a vévodkyně z Northumberlandu účastnili jako reprezentanti britského krále Jiřího IV. korunovace francouzského krále Karla X. V letech 1829 až 1830 byl Charlottin manžel místokrálem Irska a ona jej doprovázela do Dublinu. Jako přítelkyně krále Viléma IV. se v roce 1831 stala guvernantkou jeho neteře a předpokládané dědičky, princezny Viktorie z Kentu, která nastoupila na trůn v roce 1837. Role byla převážně ceremoniální a Viktorie se nadále spoléhala hlavně na baronku Luisu Lehzenovou. Vévodkyni v roce 1837 propustila princeznina matka, vévodkyně z Kentu, protože se Charlotte pokusila více ovlivnit princezninu výchovu a odmítla se podrobit Johnu Conroyovi. Nejdříve se postavila proti tvrdosti Kensingtonského systému navrženého Conroyem a vévodkyní z Kentu a napsala princezně Feodoře Leningenské (dcera vévodkyně z Kentu a starší nevlastní sestra princezny Viktorie) žádost, aby řekla králi, aby zasáhl. Feodora a vévodkyně z Northumberlandu byly také odhodlány chránit baronku Lehzenovou před nepřátelstvím Conroye a jeho přítelkyně lady Flory Hastingsové.

## Smrt a odkaz

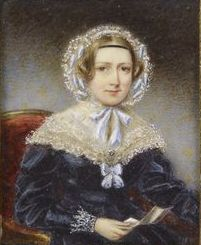
Tento portrét z roku 1839 od Thomase Overtona zakoupila v roce 1870 královna Viktorie

Bezdětné manželství vévody a vévodkyně z Northumberlandu skončilo po bezmála třiceti letech vévodovou smrtí 11. února 1847. Vévodkyně zemřela v Twickenhamu 27. července 1866 ve věku 78 let. Jakožto vévodkyně z Northumberlandu je pohřbena ve Westminsterském opatství.
Vévodkyně se narodila v rodině milující rostliny a sama byla vášnivým nadšencem rostlin. Byla první osobou ve Velké Británii, která pěstovala jihoafrické rostliny rodu Clivia, které tak na její počest v roce 1828 pojmenoval botanik v Kew John Lindley.